# Голям пожар в Рим (64)
Големият пожар в Рим (на латински: Incendium Romae) е най-известният пожар от историята, който опустошава 11 от 14-те района на древния град Рим при управлението на император Нерон, през юли 64 г. н.е.
Пожарът избухва през нощта на 18 към 19 юли в магазините, разположени югоизточно от Големия цирк. До сутринта пламъците обхващат по-голямата част от града. Нерон по време на пожара не е в града, тъй като няколко дни преди избухването му напуска Рим, за да отдъхва в Анций.
Светоний твърди, че инициатор на пожара е самият император и че са били видени подпалвачите с факли. Отсъствието на Нерон от града (на безопасно разстояние според неговите противници) по време на пожара допълнително уронва авторитета на императора и институцията, тъй като според зложелателите му по време на пожара е облечен в театрален костюм и свири на арфа, рецитирайки поема за гибелта на Троя.
Съвременните историци са по-склонни да вярват на описанието на събитията, дадено от Тацит, очевидец на пожара, по чието време е бил дете. Той опровергава слуховете за такова поведение на Нерон. По неговите думи Нерон незабавно се отправя към Рим и за своя сметка организира спасителни групи за спасяване на града и хората.
След пожара, а дори и по време на него, императорът разработва нов градоустройствен план за възстановяването на Рим. Планът предвижда въвеждане на задължителни минимални отстояния между сградите, които да са каменни, а не дървени постройки, както и задължителни минимални ширини на новите градски улици. Всички сгради задължително трябва да имат входове откъм улицата, а не откъм дворове и градини. Мерките по новия градоустройствен план целят да минимизират пораженията при евентуален нов пожар и по този начин да увеличат съответно възможностите за ограничаване разпространението на огнената стихия значително.
Пожарът бушува 6 дни и 7 нощи. След потушаването му се установява, че напълно опожарени са 4 от 14-те градски района, като пораженията в 7 от тях са сериозни. Нерон отваря вратите на императорските дворци за бездомните хора, взимайки всички необходими мерки, за да осигури снабдяването на града с храна и вода с цел спасяване на оцелелите и предотвратяване разпространението на епидемии.
Възстановяването на града изисква имперската хазна да отдели за тази цел огромни парични средства. Заради това непредвидено разходно перо римските провинции са обложени с еднократен извънреден данък, което позволява за сравнително кратко време да се набавят необходимите средства за възстановяването на Рим. В памет на пожара Нерон построява новия дворцов комплекс „Златния дом на Нерон“. Дворецът така и не е довършен, но дори започнатото впечатлявало: комплекс от здания, разположени (според различни данни) на площ от 40 до 120 хектара. Акцентът на цялото съоръжение e 35-метрова статуя на Нерон, получила названието „Колос на Нерон“. Този дворцов комплекс е щял да бъде най-голямата от всички царски резиденции, построени на територията на Европа, а по света отстъпва само на „Забранения град“ – резиденцията на китайските императори.
Тъй като Нерон е набеден от мълвата за подпалвач, той спешно се нуждае от виновници, които да поемат вината за бедствието. За виновни за пожара са посочени християните. Няколко дни след пожара християните са обвинени в подпалването на града. В Рим тръгва вълна от убийства, погроми и арести. Някои биват хвърлени на диви зверове, други, намазани със смола, са запалени живи, за да служат като факли на едно празненство в Нероновите градини. Така започва първото преследване на християните (64 – 68). Вероятно по това време е екзекутиран апостол Павел. Древноримският историк Тацит описва събитията по следния начин:
„И така Нерон, за да обори слуховете, потърсил виновните и предал на смърт тези, които със своята мерзост навлекли върху себе си всеобщата ненавист и които тълпата нарекла християни. Христос, от чието име произлиза това название, е убит при Тиберий от прокуратора Пилат Понтийски; християнското суеверие бе овладяно за кратко, за да избухне много по-силно не само в Юдея — родното място на тази зараза, но и в Рим, където тя намерила привърженици. Така, в началото били заловени всички, които открито се признавали за принадлежащи към тази секта, а след това по техните указания и много други, изобличени не само в злодейския палеж, но и в ненавист към човешкия род. Техните убийства са съпроводени с издевателства, или са обличани в кожи на диви животни, да са бъдат разкъсани от кучета, разпъвани на кръст или осъдени на смърт в огън, използван за осветление през нощта“.
Според историка А. Б. Ранович, посоченият цитат на Тацит представлява сам по себе си „по общо признание на болшинството историци, филолози и даже много богослови, благочестива християнска фалшификация, имаща за цел да постави ореол около старинни легенди за мъченици“.